# Мухавура
Мухавура (руанда Ikirunga cya Muhabura)— стратовулкан, расположенный на границе Руанды и Уганды.

## География
Находится в северо-восточной части гор Вирунга. Входит в Национальный парк вулканов, недалеко от Национального парка горилл.

## Геология и вулканизм
Высота вершины — 4127 метров. Является следствием проявления геологической активности в историческое время деятельности Великой рифтовой долины. Входит в западную части рифтовой долины — Зоны Альбертина. Основание вулкана составляет более 6 км в диаметре. Вершинный кратер заполнен водой и образует небольшое озеро диаметром 40 м. Западный склон вулкана образует седловину с соседним вулканом Мхахинга. Состав вулканического материала состоит из базанита и трахиандезита. В недавнее время был активен паразитический кратер на склоне вулкана. Последняя значительная вулканическая активность Мухавуры неизвестна. На предгорьях вулкана берут начало небольшие реки, воды которых важны для населения предгорий. Несмотря на то, что вулкан является одним из самых молодых вулканов в данном районе, он считается потухшим.